# Solfara Scironello
La solfara Scironello o miniera Scironello  è stata una miniera di zolfo sita in provincia di Agrigento nei pressi del comune di Casteltermini.
Aperta tra 1860 e il 1870, è oggi inattiva.